# Maltberget
Maltberget är ett berg cirka 15 kilometer nordväst om Åmsele i Lycksele kommun i Västerbottens län. 
Området är skyddat sedan 2010 som Maltberget naturreservat, och är 50 hektar stort. Reservatet omfattar toppen och sluttningar sydost och norr om Maltberget. Reservatet består av gamla granar och tallar.